# Olympische Jugend-Sommerspiele 2010/Teilnehmer (Uganda)
| Gelbes Symbol für Goldmedaillen mit stilisierten Olympischen Ringen | Graues Symbol für Silbermedaillen mit stilisierten Olympischen Ringen | Braundes Symbol für Bronzemedaillen mit stilisierten Olympischen Ringen |
| ------------------------------------------------------------------- | --------------------------------------------------------------------- | ----------------------------------------------------------------------- |
| —                                                                   | —                                                                     | 1                                                                       |

Die Jugend-Olympiamannschaft aus Uganda für die I. Olympischen Jugend-Sommerspiele vom 14. bis 26. August 2010 in Singapur bestand aus sechs Athleten.

## Medaillengewinner
Mit einer gewonnenen Bronzemedaille belegte das ugandische Team Platz 85 im Medaillenspiegel.

### Bronze
- Zakaria Kiprotich, Leichtathletik: 2000 Meter Hindernis

## Athleten nach Sportarten

### Badminton
Mädchen
- Bridget Shamim Bangi
Einzel: 17. Platz

### Gewichtheben
Jungen
- Charles Ssekyaaya
Federgewicht: 7. Platz

### Leichtathletik
| Mädchen - Halima Nakaayi 400 m: disqualifiziert | Jungen - Alex Cherop 3000 m: 7. Platz - Zakaria Kiprotich 2000 m Hindernis: Bronze |

### Schwimmen
Jungen
- Ham Sserunjogi
50 m Schmetterling: 20. Platz
100 m Schmetterling: 34. Platz